# Běchovice
Běchovice (německy Biechowitz, Walhendorf (1353)) jsou městská čtvrť a katastrální území a od 24. listopadu 1990 pod názvem Praha-Běchovice také městská část hlavního města Prahy, o rozloze 683,39 ha. V Běchovicích každoročně začátkem podzimu startuje silniční běh Běchovice-Praha, pořádaný bez přerušení od roku 1897.

## Historický přehled
První písemná zmínka o Běchovicích pochází z roku 1228, kdy byla tato ves v majetku kláštera sv. Jiří. V první polovině 16. století byla na jejím území postavena tvrz. Název Běchovice patrně pochází od jména Běch. Původně samostatná obec byla připojena k Praze 1. července 1974 a začleněna do městského obvodu Praha 9. Od 24. listopadu 1990 zde existuje samostatná městská část Praha-Běchovice. 1. července 2001 vzniká zcela samostatný správní obvod Praha 21, pod který Běchovice spadají společně s městskými částmi Újezd nad Lesy, Klánovice a Koloděje.

## Doprava
Železniční stanice Praha-Běchovice na trati Praha - Kolín je umístěna mimo centrum obce v části Nová Dubeč, přístup do stanice je z ulice Ke třem mostům. Blíže centru je nově zřízená železniční zastávka Praha-Běchovice střed. V obou zastavují osobní vlaky integrovaného systému Esko. U obou je návaznost na městské autobusové linky.

## Kulturní památky
- zájezdní hostinec Na Staré poště čp. 1
- stará tvrz – na místě zájezdního hostince Na Staré poště
- nová tvrz – na místě Lichtenštejnského dvora

## Osobnosti
- Miloslav Holub (1915–1999), herec
- František Nováček (1889–1942), voják, jeho jméno je uvedeno na památník na ulici Manželů Kotrbových
- Zdeněk Voženílek (1929–1981), fotograf

## Fotogalerie

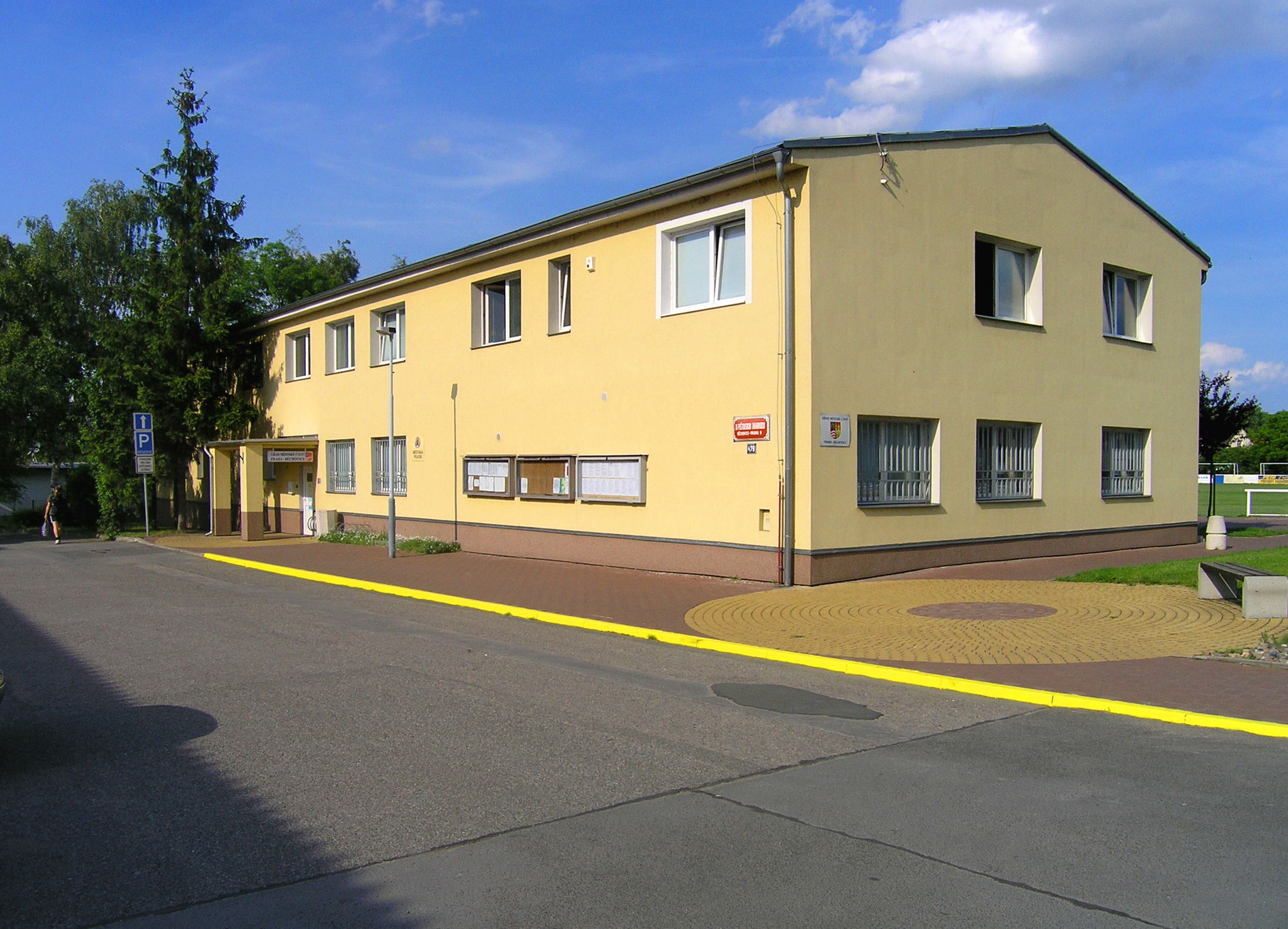
Školní družina, ordinace lékaře
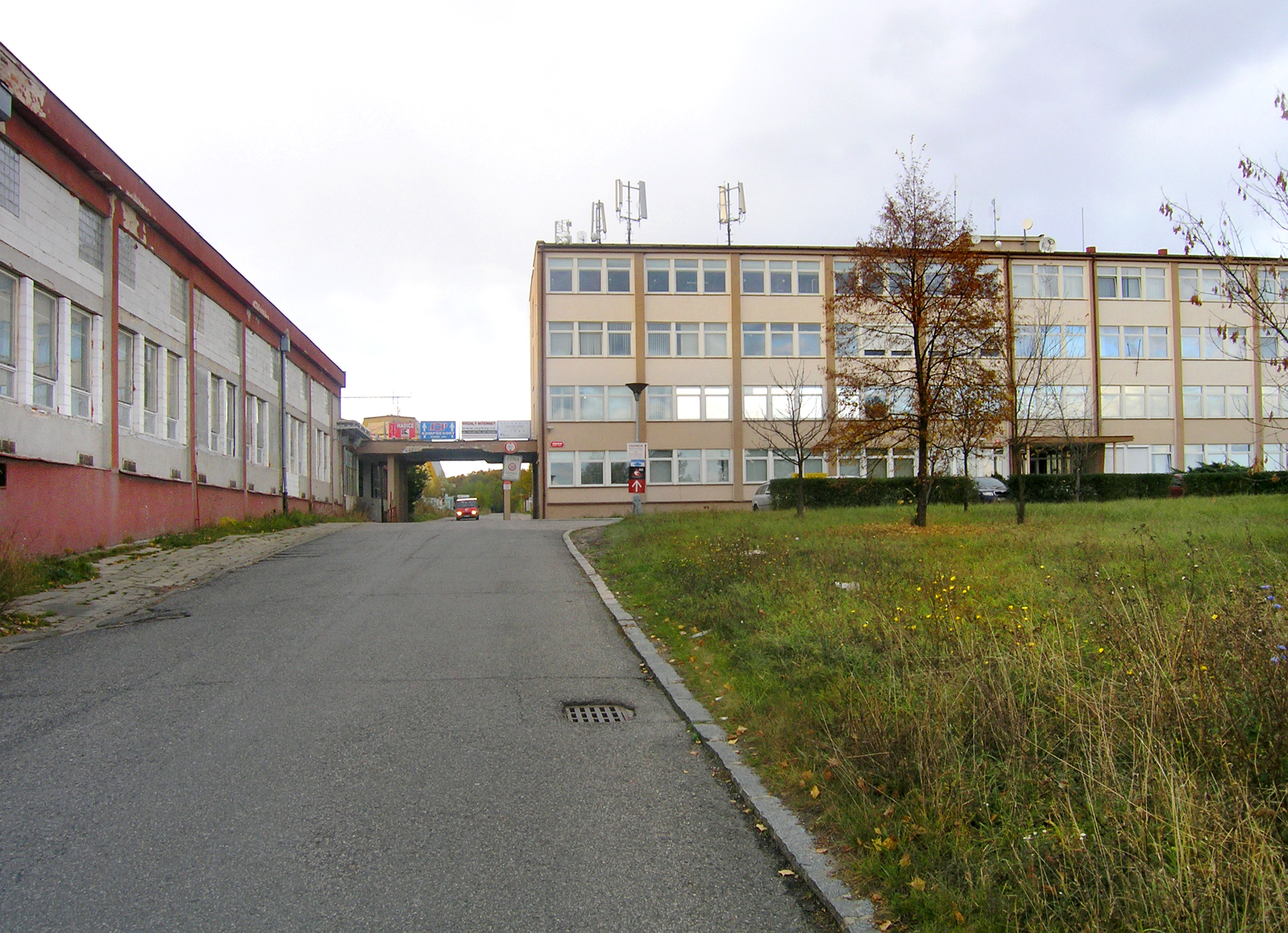
Areál výzkumných ústavů
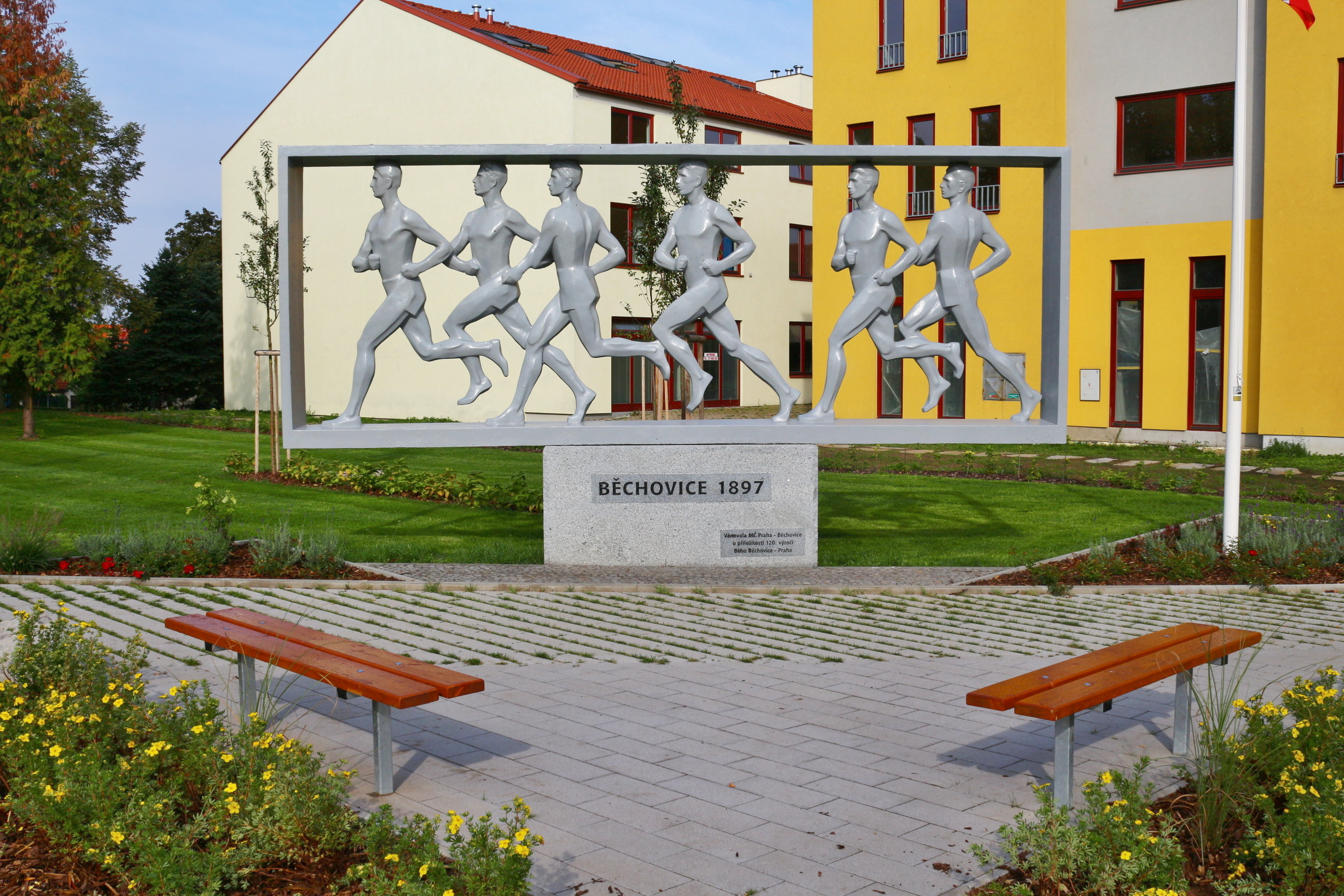
Památník běžeckého závodu
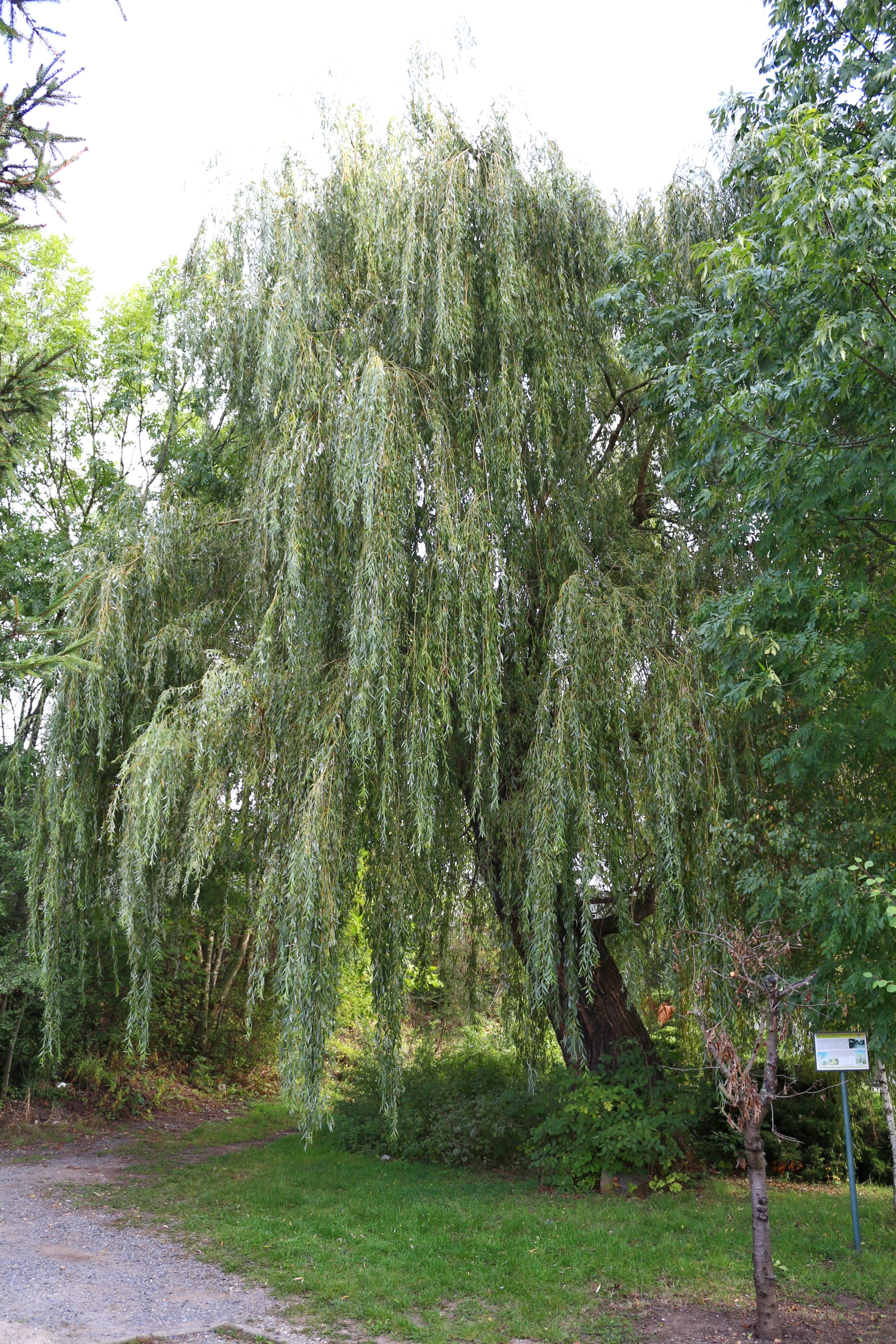
Památná vrba v Běchovicích
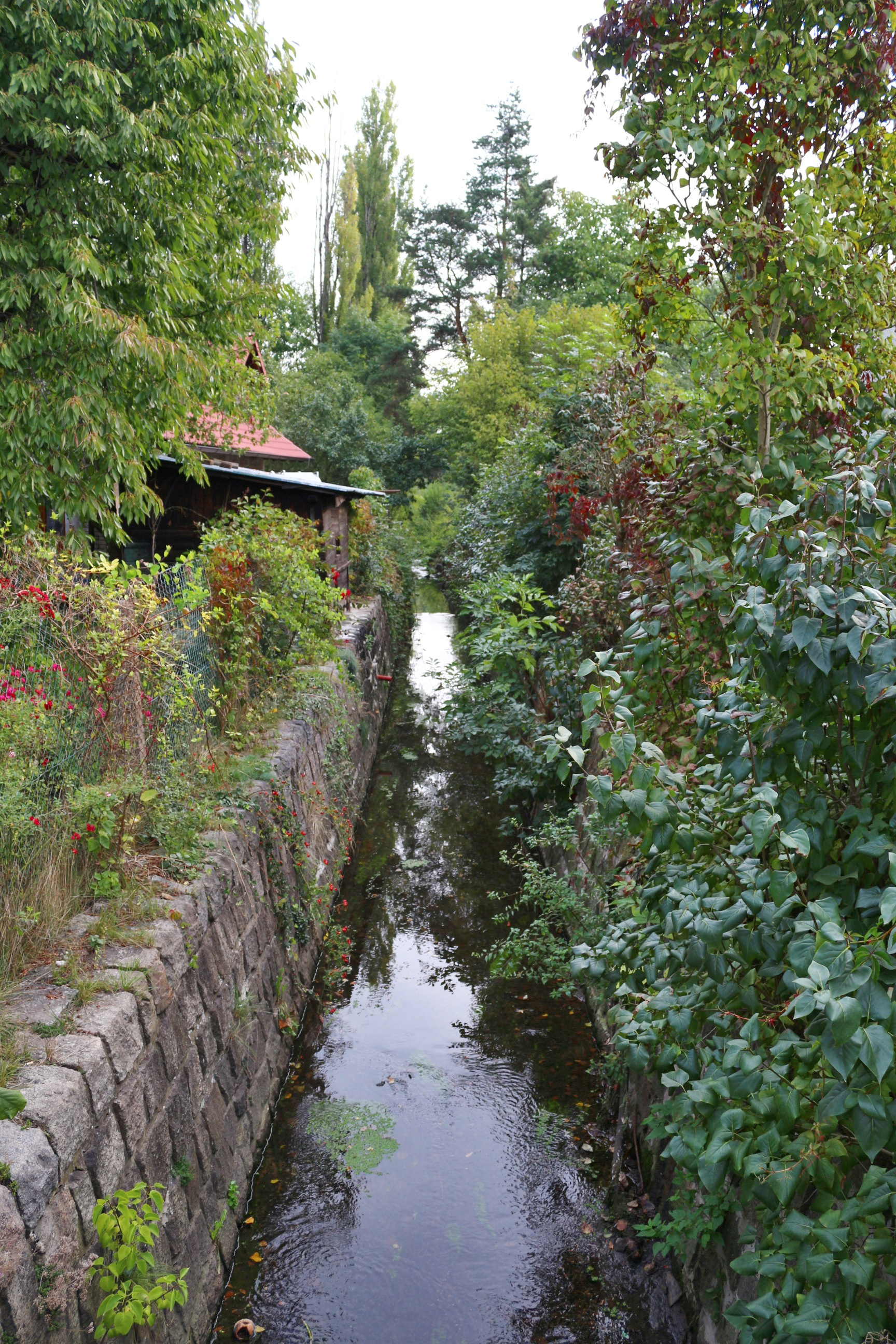
Běchovický potok